# Ostrinotes keila
Ostrinotes keila is een vlinder uit de familie van de Lycaenidae. De wetenschappelijke naam van de soort werd als Thecla keila in 1869 gepubliceerd door William Chapman Hewitson.

## Synoniemen
- Thecla parasia Hewitson, 1874